# Aeropuerto La Florida (Colombia)
El Aeropuerto La Florida (IATA: TCO, OACI: SKCO) es el aeropuerto principal de Tumaco, en el departamento de Nariño. Dista cuatro km del centro de la ciudad y está situado sobre la Isla de El Morro.

## Descripción
Opera en horario diurno y tiene una pista de asfalto de aproximadamente 1600 m, que aunque permite la operación de aviones del tipo Boeing 737 y Douglas DC9, hoy está siendo operado por aviones pequeños como: Fokker 50, Embraer ERJ 145, Antonov An 32, EADS CASA C-295, AC-47T Fantasma, Lockheed C-130 Hércules, ATR 72 y todo tipo de turbohélices .

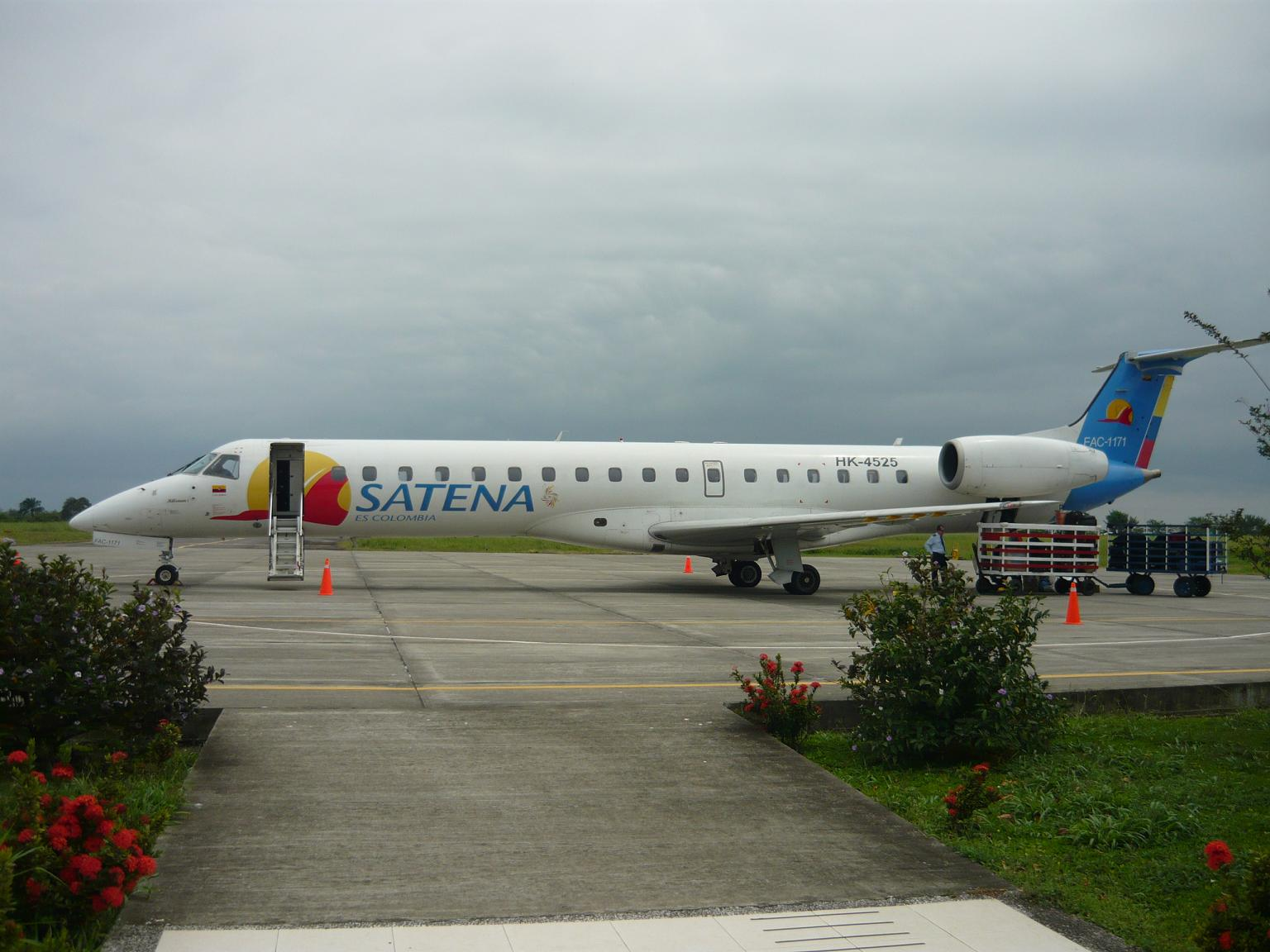
Embraer ERJ 145 en el aeropuerto La Florida.

El sábado 25 de agosto de 2007, el presidente Álvaro Uribe, inauguró el sistema de iluminación de la pista, despegando con el avión presidencial, el Fac 0001, Boeing 737-700 BBJ, a las 20:10 hora local, quedando el aeropuerto habilitado para operaciones nocturnas, las cuales solo están siendo operadas por aeronaves en misiones militares.
Sus operaciones son casi que en un 90 % hacia el Aeropuerto Internacional Alfonso Bonilla Aragón, teniendo un tráfico de aproximadamente 45.000 pasajeros con este destino al año. Exitosamente en el 2015 esa cifra se duplicó operando aproximadamente 90.000 pasajeros entre ambas ciudades pues se operan 20 vuelos semanales entre Cali y Tumaco, operados por la aerolínea Avianca, que también tiene como destino el aeropuerto Internacional El Dorado y con 3 frecuencias semanales operadas por la aerolínea estatal Satena. 

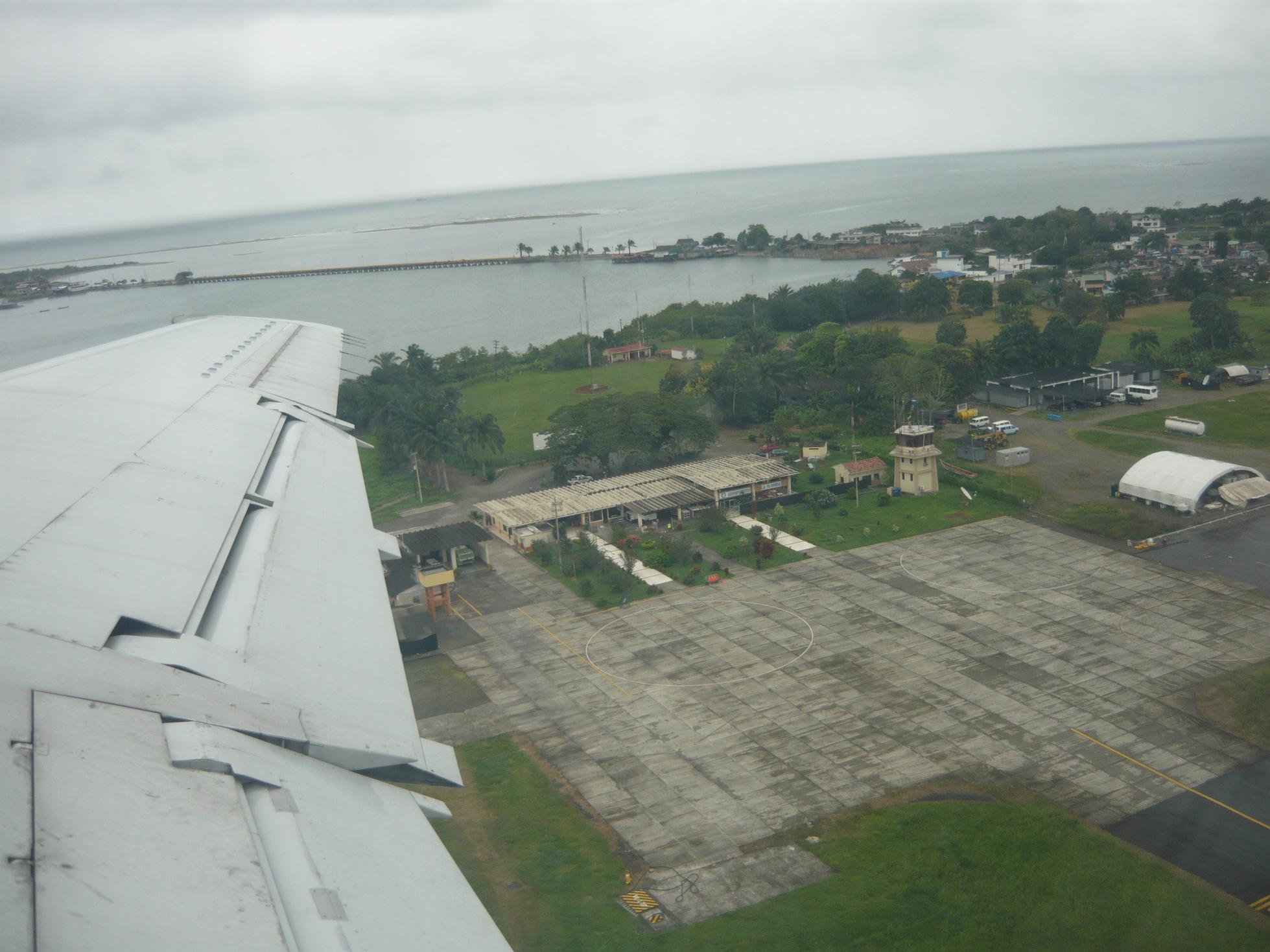
Vista aérea de la plataforma y terminal de pasajeros del aeropuerto La Florida

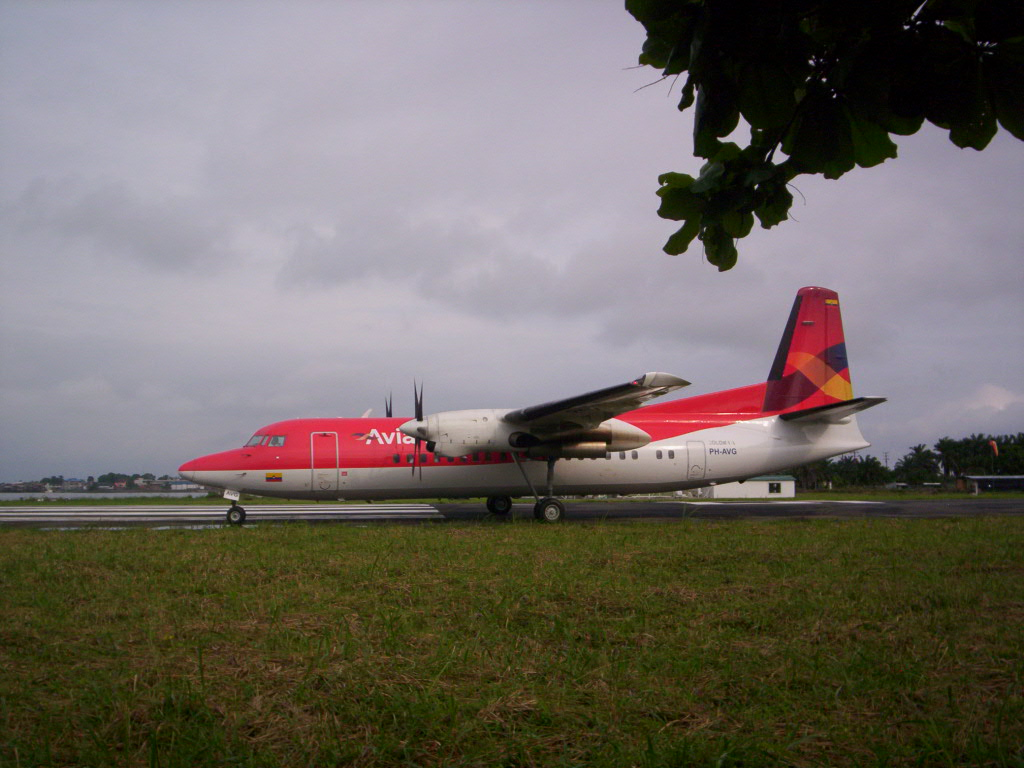
Fokker 50 en el aeropuerto La Florida

## Destinos
| Ciudad            | Nombre del aeropuerto                           | Aerolíneas              | Aeronaves     |      |
| ----------------- | ----------------------------------------------- | ----------------------- | ------------- | ---- |
| Bogotá            | Terminal Puente Aéreo                           | EasyFly                 | AT42          |      |
| Cali              | Aeropuerto Internacional Alfonso Bonilla Aragón | Avianca Clic Air Satena | AT72 AT72-600 | AT42 |
| Pasto (Colombia)  | Aeropuerto Antonio Nariño                       | Clic Air                | ATR 42        |      |
| Total: 3 destinos |                                                 |                         |               |      |